# 全日本学生スノーボード協会
全日本学生スノーボード協会（ぜんにっぽんがくせいスノーボードきょうかい、英: All Japan Student Snowboarding Association、SSBA）は、日本スノーボード協会（JSBA）の学生会員と学校スノーボード団体を統括する非営利団体。

## 沿革
- 1989年3月 数名の学生により発足。会長 田中順之（中央大学）
- 1989年3月 第1回全日本学生スノーボード選手権大会を白樺湖ロイヤルヒルで開催。
- 1989年4月 発足記念パーティーを日比谷ラジオシティ（東京都）で開催。
- 1990年1月12日 第1回会員総会。JSBAに下部団体として認可される。会長 北島成治（帝京大学）
- 1990年5月5日 新入生歓迎パーティーをJ TRIP BAR（東京都）で開催。
- 1990年 シーズンインパーティーをM・CARLO（東京都）で開催。
- 1991年1月16日 第2回会員総会。会長 小林博（法政大学）
- 1991年7月 JSBAからの指導により会計年度末を8月に変更。
- 1991年8月28日 第3回会員総会。会長 福島真（専修大学）
- 1991年10月30日 「スノーボーダーズ・デイ・パーティー」を六本木バズ（東京都）で開催。
- 1992年6月8-9日 技術強化キャンプを月山（山形県）で開催。
- 1992年11月8日 「スノーボーダーズ・デイ・パーティー」をクラブバロッコ六本木（東京都）で開催。
- 1992年12月21日 初心者スノーボードツアーを天神平（群馬県）で開催。
- 1993年10月14日 「SNOW JAM in GOLD」を芝浦GOLD（東京都）で、JSBAプロサーキット&SSBA全日本学生スノーボード選手権レセプションパーティーとして共催。
- 1994年3月28-29日 「ムラサキStudent Snowboarding Trial」を苗場ベルカント（新潟県）で開催。
- 1994年5月7-8日 初心者スノーボード体験ツアー「Spring Session」を天神平（群馬県）で開催。
- 1994年10月30日「SNOW JAM 95 in YELLOW」を西麻布YELLOWで開催。
- 1994年12月25日 「スノーボード初滑りツアーin北志賀」を北志賀ハイツ（長野県）で開催。
- 1995年2月20日 「関東支部フリースタイル強化合宿」を木島平スキー場（長野県）で開催。
- 1995年2月20-21日 「関東支部アルペン強化合宿」を木島平スキー場（長野県）で開催。
- 1995年 「SNOW JAM '96」を六本木VELVET（東京都）で開催。
- 1996年11月 「Snowstyle Night '97」を西麻布YELLOW（東京都）で開催。
- 1997年11月 「Snowstyle Night '98」を渋谷club ASIA（東京都）で開催。
- 1998年11月10日 「Snowstyle Night '99」をclub M（東京都）で開催。
- 1998年12月19日 「SNOW WAVE」をHEAVEN（神奈川県）で東海大学DRAFT・RUSHと共催。
- 1998年12月26-29日 「Student Snowboarding Camp '99」を尾瀬戸倉スキー場（群馬県）で東海大学RUSHと共催。
- 1999年2月 「ハーフパイプキャンプ」を北志賀スノーボードワールドハイツ（長野県）で開催。
- 1999年11月 「列島縦断雪板革命」開催。全国6ヶ所（旭川・長野・名古屋・大阪・広島・東京）でクラブイベントを行った。
- 1999年12月26-29日 「Student Snowboarding Camp '99」を田沢湖（秋田県）で開催。
- 2000年2月 「ハーフパイプキャンプ」を白馬乗鞍スキー場（長野県）で開催。
- 2000年10月15日 「snow evolution 2001」をスノーヴァ溝の口-R246（神奈川県）で開催。
- 2000年12月26-30日 「Student Snowboarding Camp 2000」を田沢湖（秋田県）で開催。
- 2001年2月5-7日 「Schooling Camp 2000 in ASAMA」をアサマ2000パーク（長野県）で開催。
- 2002年10月26日 「snow tribe 2002」をSCALD（愛知県）で開催。
- 2002年11月3日 「snow tribe 2002」を渋谷club ASIA（東京都）で開催。
- 2003年12月26-30日 「Student Snowboarding Camp 2001」を田沢湖（秋田県）で開催。
- 2006年 第1回全日本学生スノーボードテクニカル選手権大会を開催。

## 組織
総務部、教育部、競技部、安全対策部がある。
現在は東京都豊島区巣鴨。かつては渋谷区渋谷にあった。

## 事業

### 大会
- 全日本学生スノーボード選手権大会
- 全日本学生スノーボードテクニカル選手権大会

### そのほか
クラブでシーズンオープニングパーティー、学校団体合同でBBQ、オフトレ施設での練習、年末に学校団体合同でバスツアー合宿などをシーズンだけでなく年間通して行っている。

## 上部団体
- 日本スノーボード協会（JSBA）